# پارامترهای پراکندگی

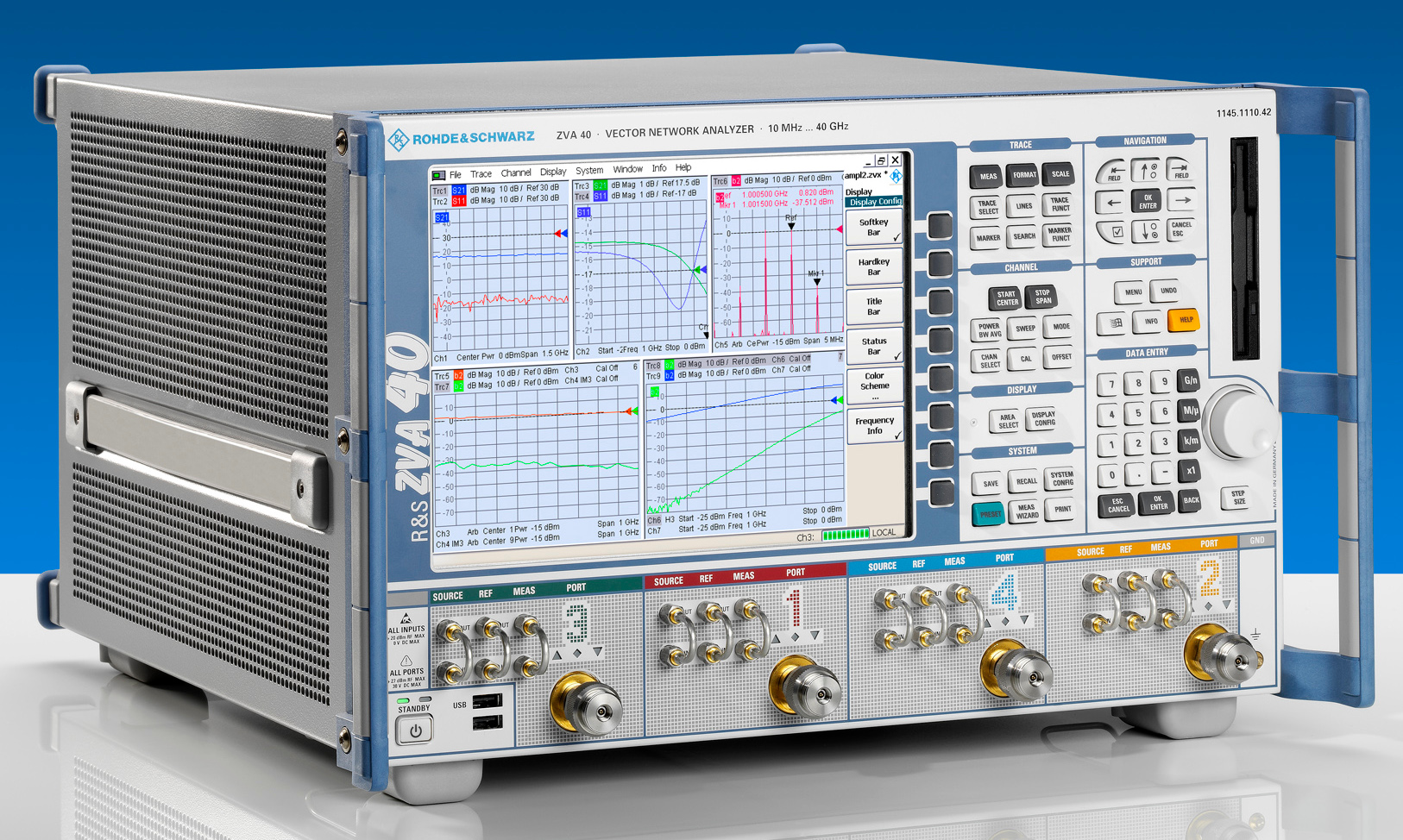
برای اندازه‌گیری پارامترهای پراکندگی از تحلیلگر برداری شبکه استفاده می‌شود.(یک تحلیل‌گر شبکه مدل ZVA40 ساخت Rohde & Schwarz)

پارامترهای پراکندگی یا پارامترهای S ( درایه‌های ماتریس پراکندگی یا ماتریس S ) رفتار الکتریکی شبکه‌های الکتریکی خطی را در شرایط مانا توصیف می‌کنند. این پارامترها در الکترونیک ، طراحی سامانه‌های مخابراتی و به خصوص در مهندسی مایکروویو کاربرد دارند.
علاوه‌بر پارامترهای S، پارامترهای مشابه دیگری نیز برای توصیف این شبکه‌ها وجود دارند، مانند پارامترهای Y، پارامترهای Z، پارامترهای H، پارامترهای T و پارامترهای ABCD . تفاوت پارامترهای S با بقیه این است که این پارامتر به جای استفاده از شرایط مدار باز ـ اتصال کوتاه برای تعیین ویژگی‌های مدار، از بارهای تطبیق‌شده (matched load) استفاده می‌کنند. این نوع پایان دادن خط، در بسامدهای بالا بسیار راحت‌تر از مدار باز یا اتصال کوتاه است. پارامترهای S با مفاهیم موجِ رسیده، بازتاب شده و گسیل‌شده در ارتباط هستند که در بسامدهای بالا هم به راحتی قابل اندازه‌گیری می‌باشند. این پارامترها توان را اندازه می‌گیرند.
با وجود اینکه پارامترهای پراکندگی در هر بسامدی قابل استفاده هستند، بیشتر در فرکانس‌های رادیویی (RF) و ریزموج که در آن‌ها کار با توان و انرژی امواج، بسیار ساده‌تر از ولتاژ و جریان است کاربرد دارند.
ویژگی‌های زیادی از شبکه‌ها مانند بهره، تلفات بازگشت ، نسبت موج ایستان ولتاژ (VSWR)، ضریب بازتاب و پایداری تقویت‌کننده‌ها، برحسب پارامترهای S قابل بیان است. این پارامترها به صورت یک ماتریس از اعدادِ (در حالت کلی) مختلط قابل نمایش هستند.